# 华尔街爆炸事件
40°42′23″N 74°00′34″W / 40.70639°N 74.00944°W
华尔街爆炸事件发生于1920年9月16日中午时分，爆炸地点位于纽约市曼哈顿金融区，事件造成38人死亡，143人重伤:160-161。爆炸发生的背景是第一次世界大战战后美国的社会动荡、工人斗争和反资本主义运动。尽管对爆炸案的调查一直没有确切结果，调查人员和历史学家普遍怀疑加里尼主义者（意大利无政府主义者）制造了爆炸。在这次爆炸的前一年，加里尼主义者还涉嫌制造了1919年美国无政府主义连环爆炸。

## 爆炸和影响
1920年9月16日中午12:01，在华尔街人流密集的午餐时间，一辆马车停在华尔街23号J.P.摩根公司总部对面、曼哈顿金融区最繁忙的角落中。稍后，车内满载的100英磅（45）硝酸甘油炸药被定时器引爆:77，500英磅（230）的铸铁吊锤在爆炸作用下将马和马车击碎，当场造成38人死亡，143人重伤。大部分遇难者是担任信使、速记员、办事员、经纪人等职务的年轻人:329-330。下午3時30分，纽约证券交易所管理委员会开会决定次日正常营业。工人连夜清理肇事区域，破坏了警方的调查线索:160-161。次日，美国革命子弟会原本在爆炸发生地组织了庆祝美国宪法日的爱国主义集会，由于爆炸事故，数千人加入集会，讉責制造爆炸这一行径:166-168。爆炸造成了超过200万美元的财产损失，摩根大楼的内部也严重受损。

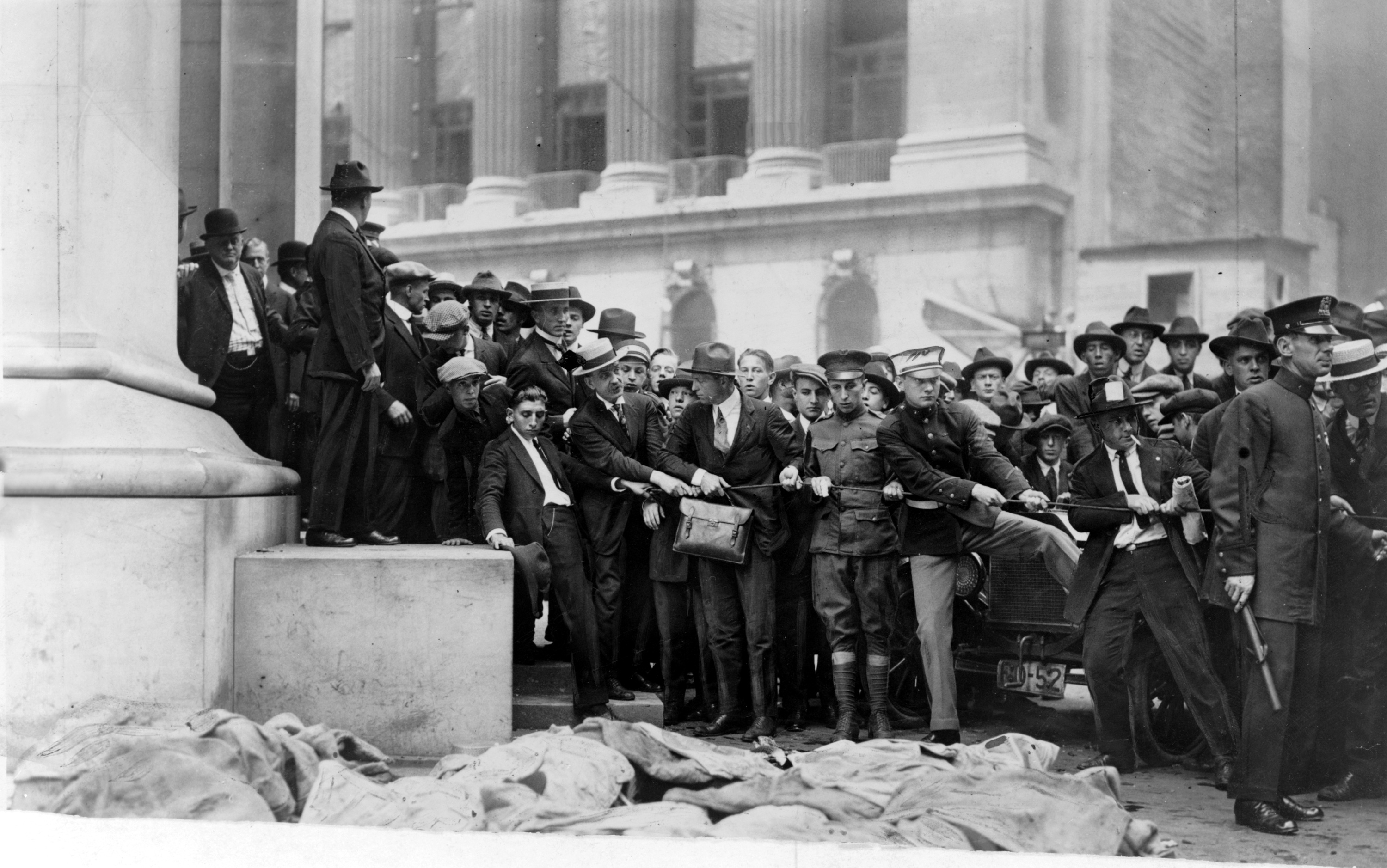
爆炸发生后警察在J.P.摩根公司门前拉起警戒线，地上是遇难者遗体。

爆炸发生后，美国司法部调查局（联邦调查局前身）和当地警方立即展开调查。起初，调查並没有将爆炸和恐怖主义联系起来。调查员对这种欠缺特定襲擊目标造成无辜路人死傷的行动感到疑惑，特别是建筑物也仅受到相对轻微、非结构上的破壞。纽约地区助理检察官认为爆炸时间、地点和爆炸物的佈置方式显示华尔街和J.P.摩根公司是爆炸的目标，因此可能是激进反对资本主义的布尔什维克、无政府主义者、共产主义者和社会主义者等組織所為:150-151。9月17日，司法部调查局公开了爆炸前在华尔街的一个邮箱内发现的传单。传单是一张白纸上使用红色墨水书写的文字和署名：“记住，我们不会再忍耐了。释放政治犯，否则你们全都要去死。美国无政府主义斗士。”时任司法部调查局长威廉·J·弗林认为这张传单和1919年美国无政府主义连环爆炸中发现的传单十分相似:171-175，从而迅速确认爆炸不是一场意外。官方消息谴责了无政府主义者和共产主义者。华盛顿邮报称这一爆炸是“宣战的行为”。
爆炸事件的发生使警方和联邦调查员重新开始紧密追踪外国激进组织的活动。追踪凶手的呼声促使美国司法部调查局开始发挥更大的作用，其中包括约翰·埃德加·胡佛领导的总情报部门得到扩张:272-282。

## 后续调查

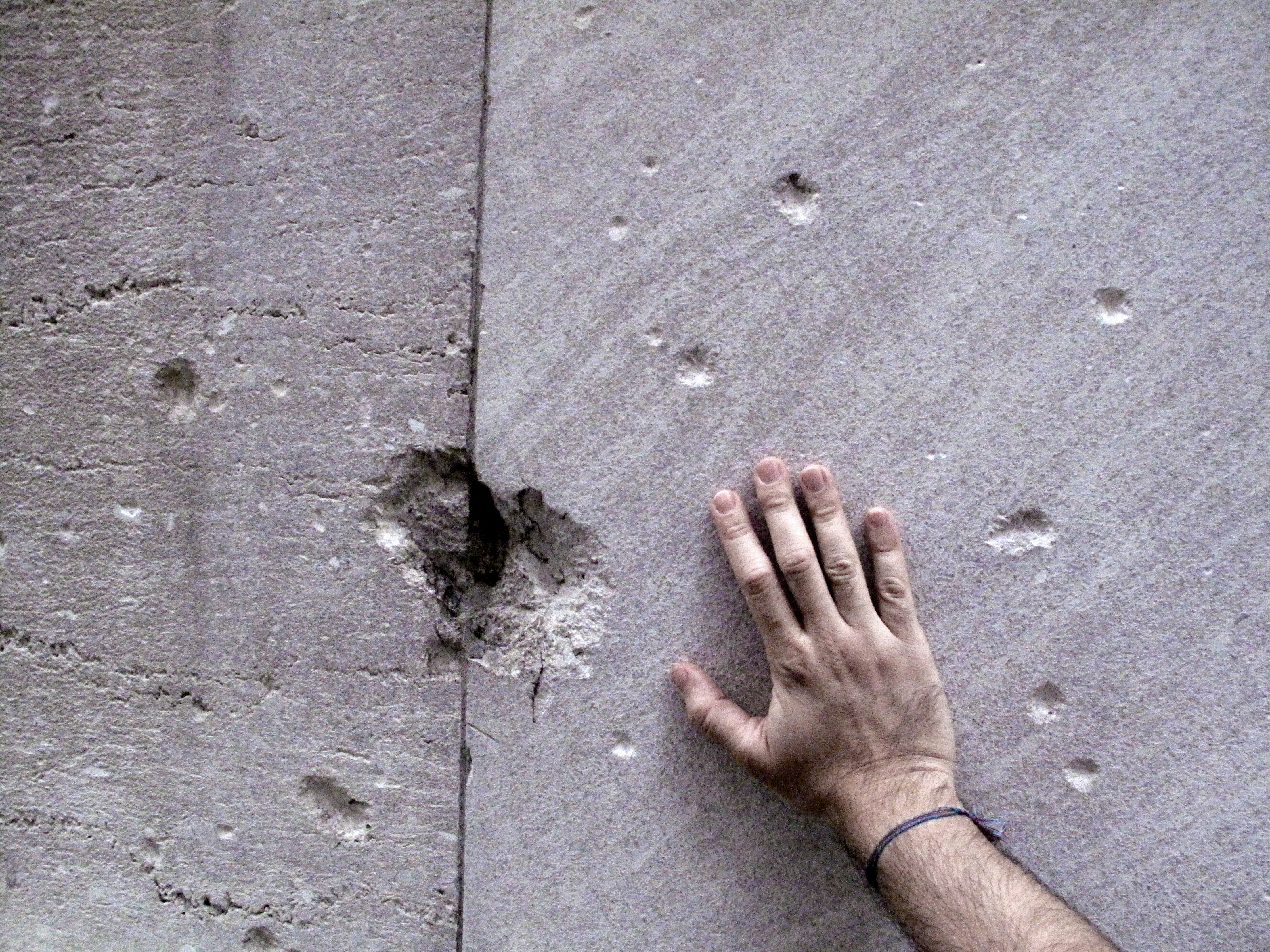
1920年爆炸造成的残迹仍可见于华尔街23号。

绝大部分调查最初集中在无政府主义者和共产主义者身上，包括被认为制造了1919年美国无政府主义连环爆炸的加里尼主义者:207-208。调查员发现华尔街爆炸中使用的炸弹装满了可以起到類似弹片效果的吊锤，造成了更多的伤亡。调查员其後很快将注意力轉移至对美国金融和政府机构素来极其不满、并有使用炸弹进行暴力报复前科的激进团体上。但是由于马车驾驶者不在遇难名單之中，调查一度陷入僵局。尽管马蹄上的马蹄铁是新近钉上的，但调查员卻找不到生產的马厩:171-175。即使在十月份调查员找到了他们想要找的打铁工人，但他仍然无法提供多少有用信息:225-226。警方联系了销售和运输炸药的公司，但是也没有得到有价值的线索。
调查员还讯问了曾在四届美国网球大奖赛中获得双打冠军的埃德温·P·费舍尔。他曾在爆炸发生前向友人寄送警告明信片，让其在9月16日之前远离这一区域。他告诉警方是“从空气中”收到这一消息。然而，他们发现发送警告明信片是费舍尔的惯常行为，并将其移交一家精神病院。费舍尔被诊断出患有精神病，但是没有伤害性。
司法部调查局和当地警方进行了長達三年的調查，但却無疾而終，除了偶尔会逮捕一些疑犯并登上报纸头条，事后却每每无法提起诉讼:217-219, 249-253。沃伦·盖玛利尔·哈定总统执政期间，调查还评估了苏联和美国共产党作为幕后操纵者的可能性，惟同样没有任何结果:295-308。直至1944年，联邦调查局重新开展调查，特工进行了广泛的调查后得出最终的官方结论：“例如俄罗斯工会组织、世界产业工人、共产党等等……从现有的调查结果来看，这些组织都和爆炸无关，而意大利无政府主义者或者意大利恐怖分子才是爆炸的制造者。“

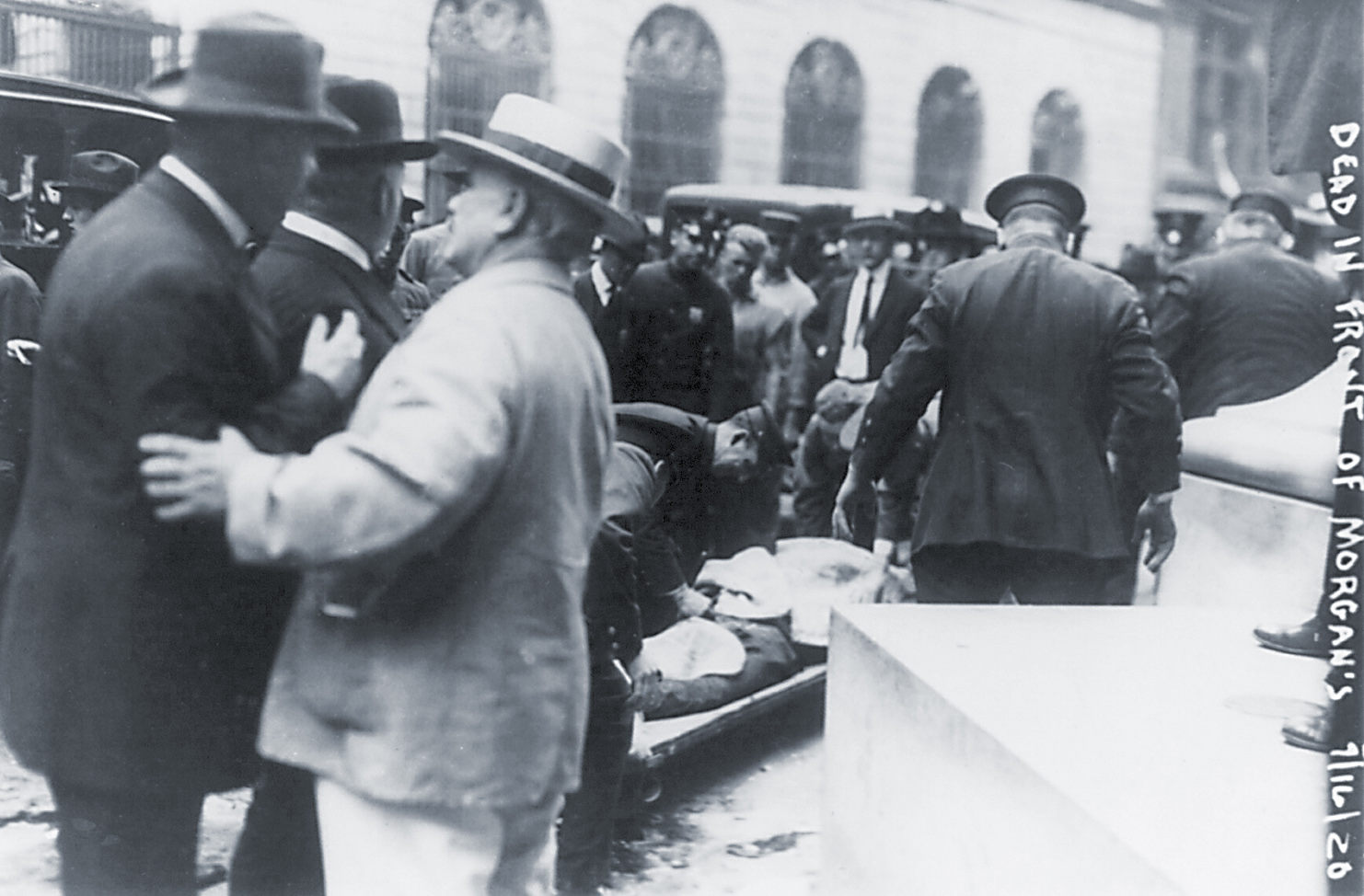
爆炸中38人死亡，143人重伤。纽约历史上类似的灾难还出现于1911年纽约三角内衣工厂火灾。

一些历史学家认为一个名为马里奥·布达（1884年-1963年）的加里尼主义者放置了炸弹。布达是萨科和万泽蒂的朋友，由于警方在调查一宗和他有关的案件时发现了萨科和万泽蒂抢劫杀人案的线索，并最终导致了两人被逮捕，因此有怀疑认为布达是最有可能放置炸弹进行报复的。1955年在布达的侄子和另一位意大利无政府主义者对布达的访问中，布达参与制造华尔街爆炸使用的炸弹得到了证实。布达具有制造硝酸甘油炸药和其他爆炸物的经验，曾使用吊锤作为弹片，还被认为制造了数个炸弹供加里尼主义者使用:15，这其中包括1917年在威斯康星州密尔沃基杀死了九名警察的黑色粉末炸弹:15。
在萨科和万泽蒂被捕时，布达正在纽约市，但是既没有被逮捕，也没有被讯问。离开纽约后，布达继续使用其真名，以便从意大利副领事处得到护照，并及时通过海路前往那不勒斯。当年十一月，布达回到了意大利，从此再也没有回到过美国。其他还在美国的加里尼主义者在之后的12年中继续进行爆炸和暗杀活动，直至1932年对萨科和万泽蒂案中主审法官韦伯斯特·萨尔的炸弹袭击。萨尔在爆炸中幸存，之后同受伤的妻子搬离受损的住宅，在24小时保护下继续生活。

## 書籍著作
這次爆炸事件啟發了幾本著作，特別是Beverly Gage的《The Day Wall Street Exploded》、傑德·魯本菲爾德的《The Death Instinct》和邁克·戴維斯的《Buda's Wagon: A Brief History of the Car Bomb》。
克萊夫·卡斯勒的2014年著作《The Bootlegger》中引用了這次爆炸事件。

## 备注
1. ↑  根据MeasuringWorth （页面存档备份，存于）的估算，这一金额的购买力折合至2011年约为2240万美元左右。
2. ↑  原文："Remember, we will not tolerate any longer. Free the political prisoners, or it will be sure death for all of you. American Anarchist Fighters."[1]:171-175
3. ↑  原文："such as the Union of Russian Workers, the I.W.W., Communist, etc....and from the result of the investigations to date it would appear that none of the aforementioned organizations had any hand in the matter and that the explosion was the work of either Italian anarchists or Italian terrorists."[1]:325
4. ↑  原文："Buda was a real militant, capable of anything.  In 1933 I drove to New York with Buda's nephew, Frank Maffi...Frank said, 'Let's drive downtown and see my uncle's bomb', and he took me to Wall Street, where the big explosion took place in September 1920, just before Buda sailed for Italy. You could still see the holes in the Morgan building across the street."[3]:133